# Гемшини
Гемшини (вірм. Համշէնցիներ, Hamshentsiner; тур. Hemşinliler), також Гемшили, Хемшили, Хомшенці — вірменська етноконфесійна група, яка живе у країнах Східного Причорномор'я, в основному в Туреччині, Грузії, Росії та Вірменії. Переважно мусульмани-суніти. Приблизна кількість від 150 000 до 200 000 осіб.

## Етнічні групи
Розрізняють три основні групи гемшинів — східні, західні та північні.
Західна група — баш гемшини (гемшили, гемшинлі) проживають в гірських селах Різе. Це мусульмани-суніти, зосереджені у великій кількості в районах Чамлигемшина та Гемшина. Менші за чисельністю громади гемшинів мешкають на заході Туреччини в ілях Стамбул, Ерзурум, Сакар'я, Дюздже, Коджаелі та Зонгулдак. Західна група використовує особливий діалект турецької мови — гемшинче.
Східна група — хомшеці, або хопу-гемшин. Назва походить від назви району Хопа, де більшість населення гемшини. Також мусульмани-суніти. Невеликі частини цієї групи мешкають в Киргизстані та Казахстані, куди вони були депортовані з Грузинської РСР під час сталінських репресій. Існують важливі відмінності між західною і східною групами. Перша відмінність у мові: західна група говорить на турецькому діалекті, в той час як східна група говорить старим діалектом вірменської мови.
Гемшини північної групи (хамшенці) є нащадками неісламізованної частини гемшинів, які покинули Гамшен у період переходу в іслам решти населення і мігрували на Кавказ. Більшість цих гемшинів зараз мешкають в Грузії (Абхазія) та Південному федеральному окрузі РФ (Краснодарський край, Адигея). Як і гемшини східної групи, вони говорять гемшинським діалектом вірменської мови.

## Визнання у вірменському суспільстві
Більшість вірмен визнає гемшинів, як мусульман, так і християн, вірменами[джерело?]. В останні десятиліття культура гемшин відвойовує своє місце в свідомості вірменського народу (переважно в танцях і піснях).
У жовтні 2005 року в місті Сочі відбулася наукова конференція з питань гемшинів. Конференція була організована Інститутом історії Академії наук Республіки Вірменія, Московською регіональною громадською організацією «Російсько-вірменська співдружність» за сприяння Вірменського наукового інформаційно-культурного центру «Амшен» і газети вірмен Росії «Еркрамас».